# Корсунь-Шевченківський район
Ко́рсунь-Шевче́нківський район (до 1944 року — Корсунський) — колишня адміністративно-територіальна одиниця Черкаської області. Утворений у 1923 році. Площа — 896 км² (4,3 % від площі області). Адміністративний центр — місто Корсунь-Шевченківський.
Район ліквідовано відповідно до постанови Верховної Ради України № 807-IX від 17 липня 2020 року, і включено до складу нового Черкаського району (Корсунь-Шевченківська та Набутівська громади), та нового Звенигородського району (Селищенська та Стеблівська громади).

## Географія
Район розташовувався у північній частині Черкаської області, та займав площу 89626 га. На його території протікає права притока Дніпра — річка Рось. Територія району являє собою горбисту місцевість, яку пересікають річки, численні балки та яри.
Віддаленість до обласного центру — 86 км.
По території району проходить автошляхи державного значення Н01 та Т 2403. У східній частині міста Корсунь-Шевченківський проходить залізнична лінія Фастів — Цвіткове — ім. Тараса Шевченка.

## Політика
25 травня 2014 року відбулися Президентські вибори України. У межах Корсунь-Шевченківського району було створено 57 виборчих дільниць. Явка на виборах складала — 69,26 % (проголосували 25 456 із 36 755 виборців). Найбільшу кількість голосів отримав Петро Порошенко — 53,85 % (13 708 виборців); Юлія Тимошенко — 16,24 % (4 134 виборців), Олег Ляшко — 13,15 % (3 347 виборців), Анатолій Гриценко — 7,37 % (1 877 виборців). Решта кандидатів набрали меншу кількість голосів. Кількість недійсних або зіпсованих бюлетенів — 0,88 %.

## Населення
Національний склад населення за даними перепису 2001 року:
| Національність | Кількість осіб | Відсоток |
| -------------- | -------------- | -------- |
| українці       | 48028          | 95,96%   |
| росіяни        | 1286           | 2,57%    |
| білоруси       | 100            | 0,20%    |
| цигани         | 75             | 0,15%    |
| молдовани      | 53             | 0,11%    |
| інші           | 510            | 1,02%    |

Мовний склад населення за даними перепису 2001 року:
| Мова       | Кількість осіб | Відсоток |
| ---------- | -------------- | -------- |
| українська | 48336          | 96,57%   |
| російська  | 1251           | 2,50%    |
| циганська  | 54             | 0,11%    |
| білоруська | 32             | 0,06%    |
| молдовська | 24             | 0,05%    |
| інші       | 355            | 0,71%    |

### Населені пункти
На території району розташовані місто, селище міського типу та 52 сільські населені пункти.
Населення району станом на 01.07.2010 р. становило 45,1 тис. осіб, в тому числі
- міське — 22,5;
- сільське — 22,6.

Працездатне населення — 26,9 тис. осіб.

#### Найбільші населені пункти
| № | Населений пункт        | Населення, осіб (2007) |
| - | ---------------------- | ---------------------- |
| 1 | Корсунь-Шевченківський | 19 328                 |
| 2 | Стеблів                | 4 020                  |
| 3 | Деренковець            | 1 780                  |
| 4 | Гарбузин               | 1 662                  |
| 5 | Селище                 | 1 576                  |
| 6 | Сахнівка               | 1 479                  |
| 7 | Квітки                 | 1 332                  |
| 8 | Драбівка               | 1 327                  |
| 9 | Нетеребка              | 1 254                  |

## Освіта
У районі діють навчальні заклади: 29 загальноосвітніх шкіл, гімназія, ліцей, школа-інтернат для дітей з вадами слуху, дитячо-юнацька спортивна школа, центр дитячо-юнацької творчості, аграрний ліцей, профтехучилище, педагогічне училище ім. Т. Г. Шевченка, філії Уманського державного університету та Черкаського технологічного університету.

## Охорона здоров'я
Лікувальні установи: районна та дільничні лікарні, 36 фельдшерсько-акушерських пунктів, 2 амбулаторії.

## Культура
Установи культури: Корсунь-Шевченківський державний історико-культурний заповідник:
- музей історії Корсунь-Шевченківської битви;
- історичний музей;
- художня галерея;
- ландшафтний парк;
- літературно-меморіальний музей І. С. Нечуя-Левицького у смт Стеблеві;
- меморіальний музей К. Г. Стеценка у селі Квітки.
Діють районний Будинок культури, дитяча школа мистецтв, 39 клубних та 40 бібліотечних установ, 17 народних музеїв, 21 народний колектив.
Деренківецький музей

## ЗМІ
- Корсунь — газета Корсунь-Шевченківської міської ради.
- Надросся — газета Корсунь-Шевченківської районної ради.

## Персоналії
На Корсунщині народилися Оліфер Голуб, Іван Золотаренко, Григорій Гуляницький, Іван Нечуй-Левицький, Кирило Стеценко, Василь Авраменко.